# Propair

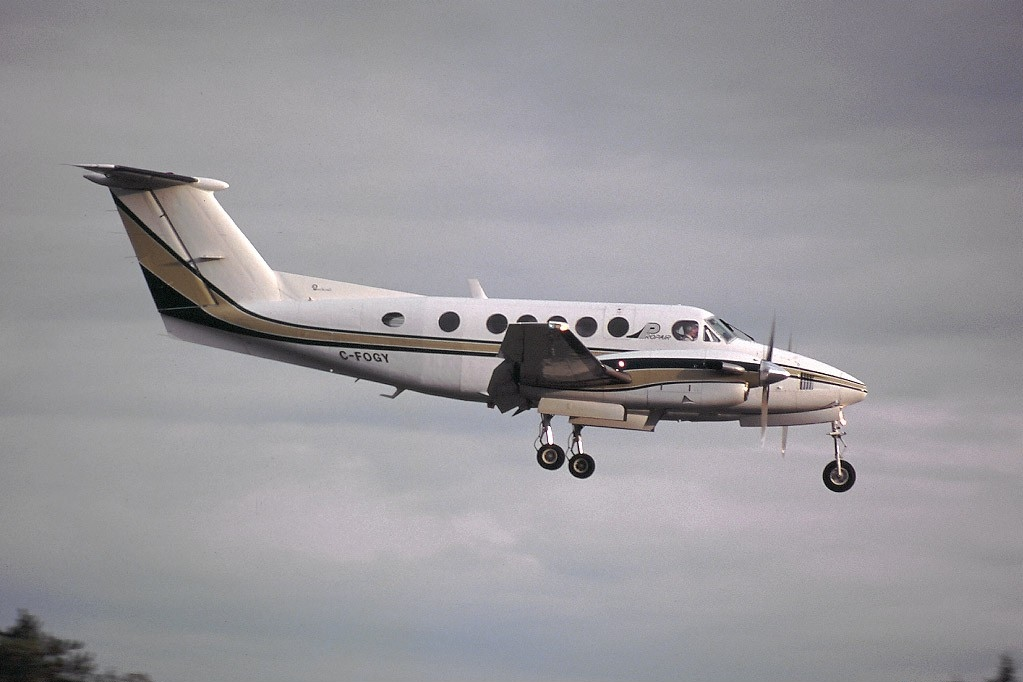
Un Beech 200 Super King Air de Propair

Propair es una aerolínea de vuelos chárter con sede en el aeropuerto de Rouyn-Noranda en Rouyn-Noranda, Quebec, Canadá, y base secundaria en el Aeropuerto Internacional Pierre Elliott Trudeau, actualmente está en tierra desde julio de 2018.

## Historia
En 1954, el empresario canadiense Émilien Pronovost adquirió la empresa de Bush flying (aviación ligera destinada a lugares remotos) Sarre Air Services, que tenía su sede en Nord-du-Québec y operaba en un área rica de recursos naturales, pero con pocas vías de acceso. Considerado un pionero del transporte aéreo de la región, Pronovost amplió su empresa transportando trabajadores, científicos y exploradores mineros atraídos por los abundantes minerales de la región. Posteriormente logró reforzar la posición de su empresa gracias a la afluencia de pasajeros con destino a campamentos de caza y pesca, convirtiéndola en una empresa familiar con el apoyo de sus hijas Lise y Claude, y más tarde de sus hijos Jean y Louis. Émilien Pronovost desempeñó un papel clave en el desarrollo del mayor proyecto energético de la historia de Canadá, el proyecto de la bahía de James, que llegaría a contar con el sistema hidroeléctrico más grande del mundo.
En 1981 los hijos de Pronovost se hicieron con el control de la empresa, y dos años después, en 1983, adquirieron la empresa de vuelos regionales Air Fecteau, para luego fusionar las dos entidades, creando la aerolínea Propair. Con una flota de alrededor de 40 aviones, se convirtió en la aerolínea regional más grande del este de Canadá, prestando servicios a casi toda la región de Quebec.

## Transformación en aerolínea comercial
Conforme se iban concluyendo los trabajos del gran proyecto hidroeléctrico, y otros relacionados, y debido a su efecto sobre la caza y la pesca locales, como también a la construcción de carreteras y caminos que facilitaban el acceso terrestre a la zona, Propair se encontró con excedentes cada vez más pronunciado de aeronaves ligeras. Con este motivo se procedió a un cambio de estrategia, deshaciéndose se de las operaciones Bush flying y adquiriendo aeronaves con turbohélice y cabinas presurizadas de pequeño tamaño, ofreciendo servicios de vuelos chárter, vuelos de negocios, taxi aéreo, y evacuación médica.

### Destinos
Propair operaba sus vuelos de taxi aéreo y evacuación médica principalmente en la mayor parte de Quebec, Ontario y el noreste de Estados Unidos. La empresa también ofreció servicios de apoyo logístico (combustible, mantenimiento y manejo de carga) en el aeropuerto de Rouyn-Noranda.

## Vuelo 420
El 18 de junio de 1998, un Fairchild Swearingen Metroliner se vio involucrado en un accidente que mató a las once personas a bordo. El Vuelo 420 de Propair partió del Aeropuerto Internacional de Montreal - Dorval, Quebec, aproximadamente a las 0701, hora del este, en ruta al aeropuerto de Peterborough, Ontario, con nueve pasajeros y dos pilotos. A los 12 minutos después del despegue, a 12.500 pies (3.810 m) sobre el nivel del mar, la tripulación se comunicó por radio con el Control de tráfico aéreo indicando un problema hidráulico y solicitó regresar a Dorval. Aproximadamente a las 0719, mientras descendía a través de 8600 pies (2,621 m) ASL, la tripulación le dijo a ATC que el motor izquierdo estaba en llamas y había sido apagado. Aproximadamente a las 07.20 horas, la tripulación decidió dirigirse al Aeropuerto Internacional de Montreal-Mirabel. en su lugar ya las 07:23, la tripulación informó al ATC (control de tráfico Aéreo) que el fuego estaba apagado. Mientras se encontraba descendiendo hacia la Pista 24 en Mirabel, los pilotos le informaron nuevamente al control de tráfico aéreo que el motor izquierdo estaba en llamas nuevamente. De repente, el ala izquierda se incendió y todos a bordo murieron cuando la aeronave impactó contra el suelo.